# 寶血醫院（明愛）
寶血醫院（明愛）（英語：Precious Blood Hospital (Caritas)）是位於香港九龍深水埗青山道的一所天主教會慈善醫院，由寶血女修會於1937年成立，現在由香港明愛管理及營運的兩所非牟利私家醫院之一。
寶血醫院現時的院長是衛向安醫生。

## 歷史

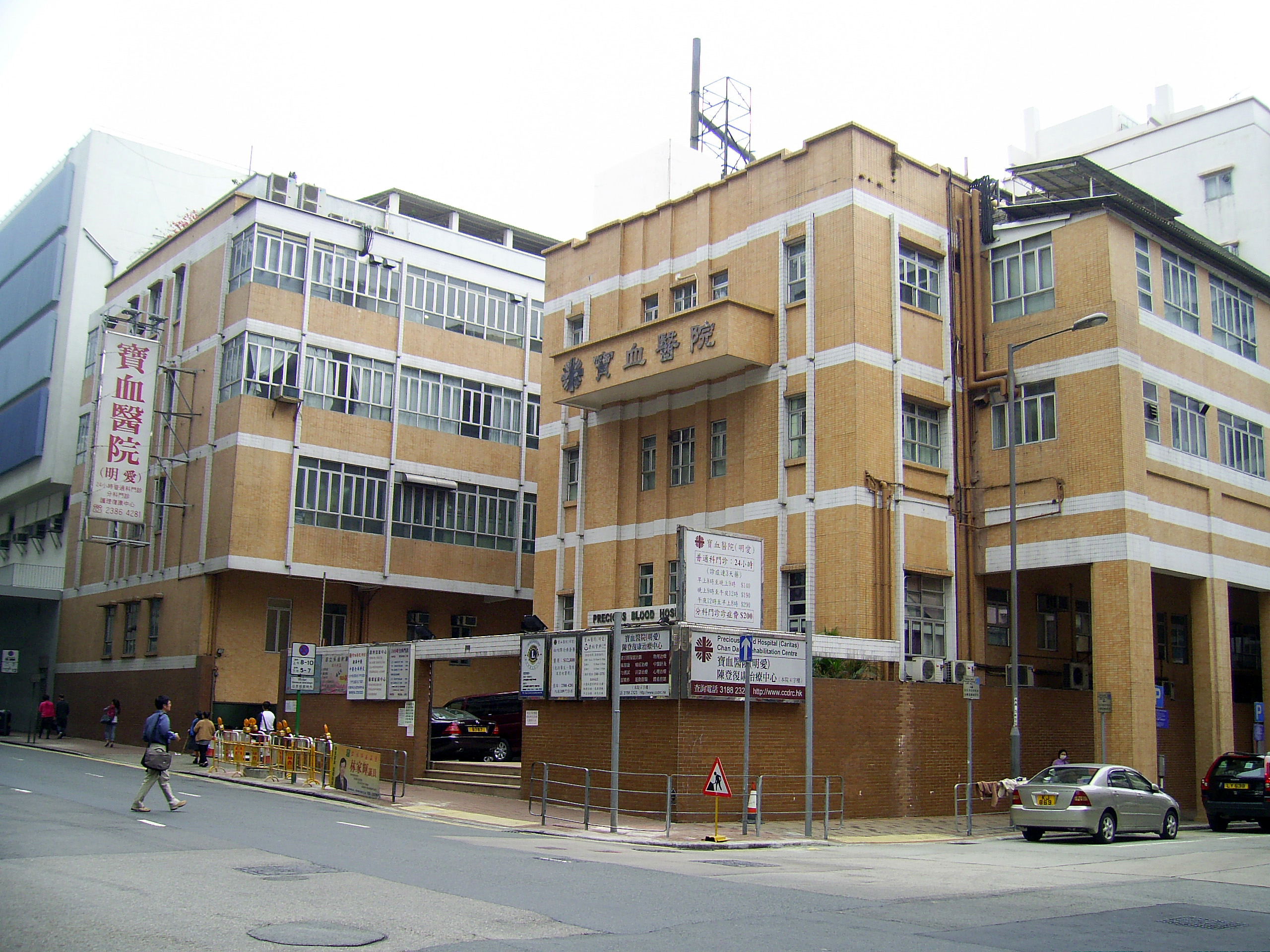
寶血醫院（明愛）北面

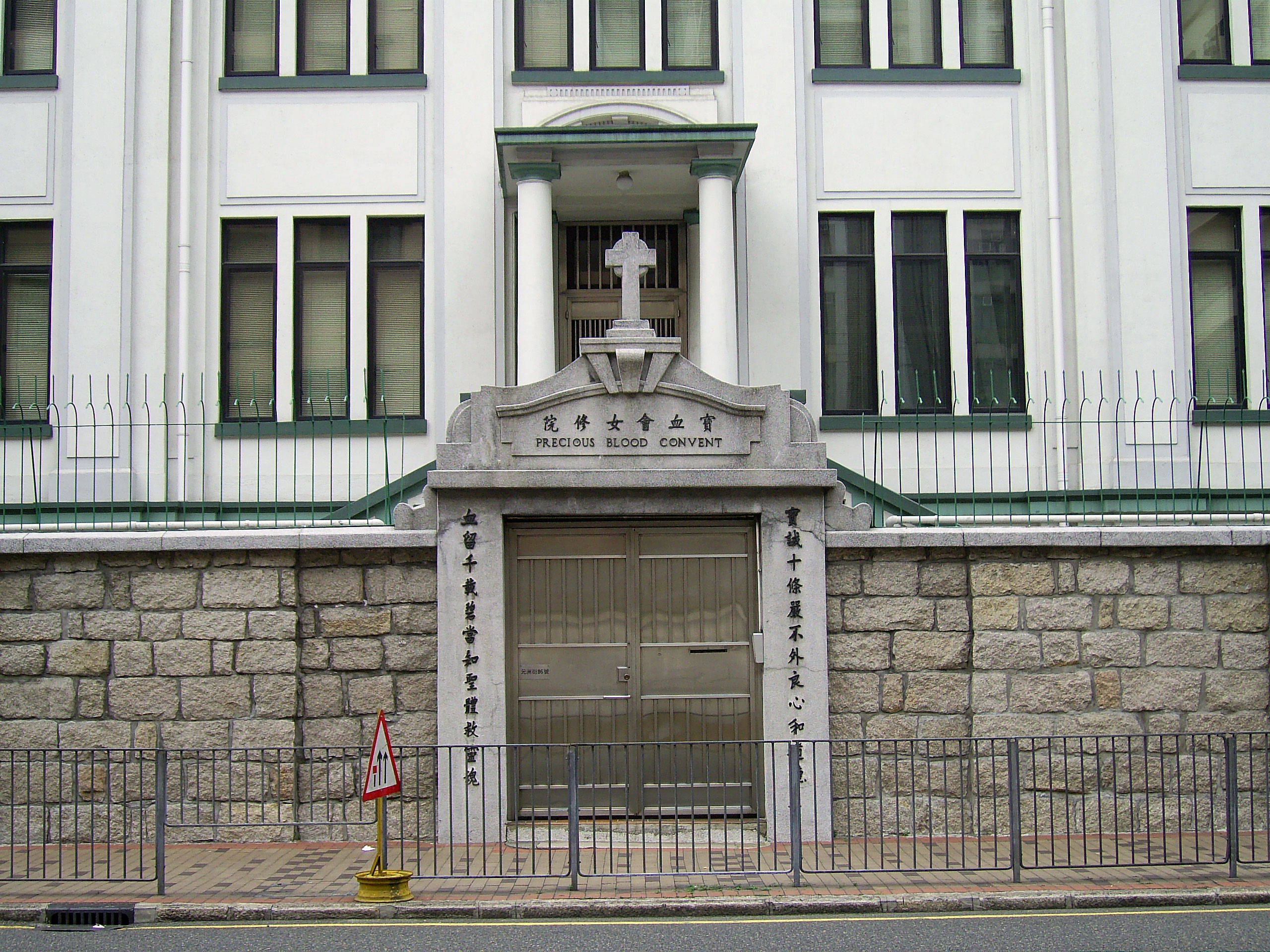
與醫院毗鄰的寶血女修會

寶血醫院於1937年由寶血女修會（Congregation of the Chinese Sisters of the Precious Blood）創辦，成立初期是一家慈善診所，其後於1993年4月由香港明愛正式接管，並易名為寶血醫院（明愛），逐漸發展成為一間擁有180多張病床及設備齊全的全科醫院。
寶血醫院由三翼組成，兩座舊翼分別在 1937 和 1939 年興建，帶有裝飾藝術的建築特色。第三翼（又名喬治華盛頓翼）則建於1975年。日佔時期（1941-1945），醫院遭受破壞。醫院曾由耶穌寶血女修會管理，直至 1992 年明愛接手經營，並易名為寶血醫院（明愛）。醫院的原址是深水埗馬壟坑村，1920年代末發展深水埗時被清拆。
2017年12月7日確定為三級歷史建築物。
2024年，寶血醫院確認將聯同Parkway Medical Services合作翻新和擴建，增加住院床位和設立日間醫療中心。

## 服務

### 婦產科
寶血醫院的產科服務於1980年代需求甚殷，但於1990年代隨著香港之出生率下降而停止服務。2009年9月1日，醫院在3樓的部份地方重新裝修，重開已停辦15年的產科部，設置41張病床，並有一個可容納40至45名嬰兒的育嬰室，兩個產房和兩個專用手術室，預計每月可容納約120名孕婦產子，其中七至八成為內地孕婦。

### 門診
寶血醫院提供普通科門診由駐院醫生應診。而專科門診則多位資深顧問醫生於指定的應診時間提供專科門診服務。

### 驗眼配鏡中心
寶血醫院驗眼配鏡中心提供驗眼服務，並設有配鏡服務包括一般眼鏡及隱形眼鏡。

## 外部連結
- 寶血醫院（明愛）官方網站 （页面存档备份，存于）
- 寶血醫院（明愛）官方Facebook （页面存档备份，存于）
- 寶血醫院（明愛）官方YouTube （页面存档备份，存于）
- 寶血醫院（明愛）官方Instagram